# Габрієла Перес дель Солар
Габрієла Лурдес Перес дель Солар Кукуліса (ісп. Gabriela Lourdes Pérez del Solar Cuculiza; 10 липня 1968, Іка) — перуанська волейболістка і політик. Віцечемпіонка літніх Олімпійських ігор у Сеулі. Бронзова медалістка світової першості і чотиразова чемпіонка Південної Америки. Депутат Конгресу від Християнської народної партії (2006—2016). У 2010 році була обрана до Міжнародної зали слави волейболу ..

## Із біографії
Почала займатися волейболом у 14 років. Зі зрістом у 194 сантиметрів вдало грала на позиції центральної блокувальниці Першим успіхом у складі національної збірної стала участь в півфіналі літніх Олімпійських ігор 1984 року, які проходили в Лос-Анджелесі. Наступного року її визнали кращою блокувальницею на Кубку світу в Японії, а збірна Перу завершила турнір на 5 позиції. У 1986 році здобуда бронзову медаль на чемпіонаті світу в Чехословаччині. Наступного сезону стала чемпіонкою Південної Америки, переможницею Кубка Японії і фіналісткою Панамериканських ігор.
Найбільшим успіхом в її спортивній кар'єрі стала срібна медаль на літніх Олімпійських іграх 1988 року в Сеулі. На цих змаганнях її було визнано кращою при прийомі подачі суперниць..
У 1988 році її команда стала третьою на міжнародному турнірі «Найкращої четвірки». У 1989 році — друга перемога в першості Південної Америки і п'яте місце на Кубку світу. Наступного року вдруге виступала на чемпіонаті світу (шосте місце). У 1991 році виграла бронзову медаль на Панамериканських іграх, срібло на чемпіонаті Південної Америки і стала п'ятою на Кубку світу. Завершила кар'єру в національній збірній Перу після перемоги на чемпіонаті Південної Америки 1993 року в Куско.
З 1988 року захищала кольори італійських клубів. У складі «Олімпії Теодори» з Равенни і «Матери» була вічемпіонкою Серії А і володаркою Кубка Італії.
Під час виступів на Апеннінах отримувала пропозиції стосовно виступів за національну збірну Італії Два сезони виступала за японську команду «Іто Йокадо».
У 2010 році була обрана до Міжнародної зали слави волейболу (разом з бразильськими пляжницями Адріаною Бехар і Шелдою Беде).
У 2005 році кандидат у президенти від Християнської народної партії Лурдес Флорес Нано запросила Перес дель Солар балотуватися в Конгрес. На загальних виборах 2006 року була обрана з найбільшою кількістю голосів у своєму окрузі і п'ятою за кількістю голосів у країні. На виборах 2011 року була переобрана на наступний п'ятирічний термін за списком Альянсу за великі зміни, до якого входила Християнська народна партія.

## Клуби
| Роки      | Команди                             |
| --------- | ----------------------------------- |
| 1986—1988 | «Регатас» (Ліма)                    |
| 1988—1989 | «Віртус» (Реджо-Калабрія)           |
| 1989—1992 | «Теодора» (Равенна)                 |
| 1992      | «Альянса» (Ліма)                    |
| 1992—1993 | «Матера»                            |
| 1993—1997 | «Модена»                            |
| 1997—1999 | «Іто Йокадо»                        |
| 1999—2001 | «Радіо 105 Фоппапедретті» (Бергамо) |
| 2001—2003 | «Равенна»                           |
| 2003—2004 | «Методо Інфоплюс» (Віченца)         |
|           |                                     |
| 1984—1993 | Перу                                |

## Досягнення

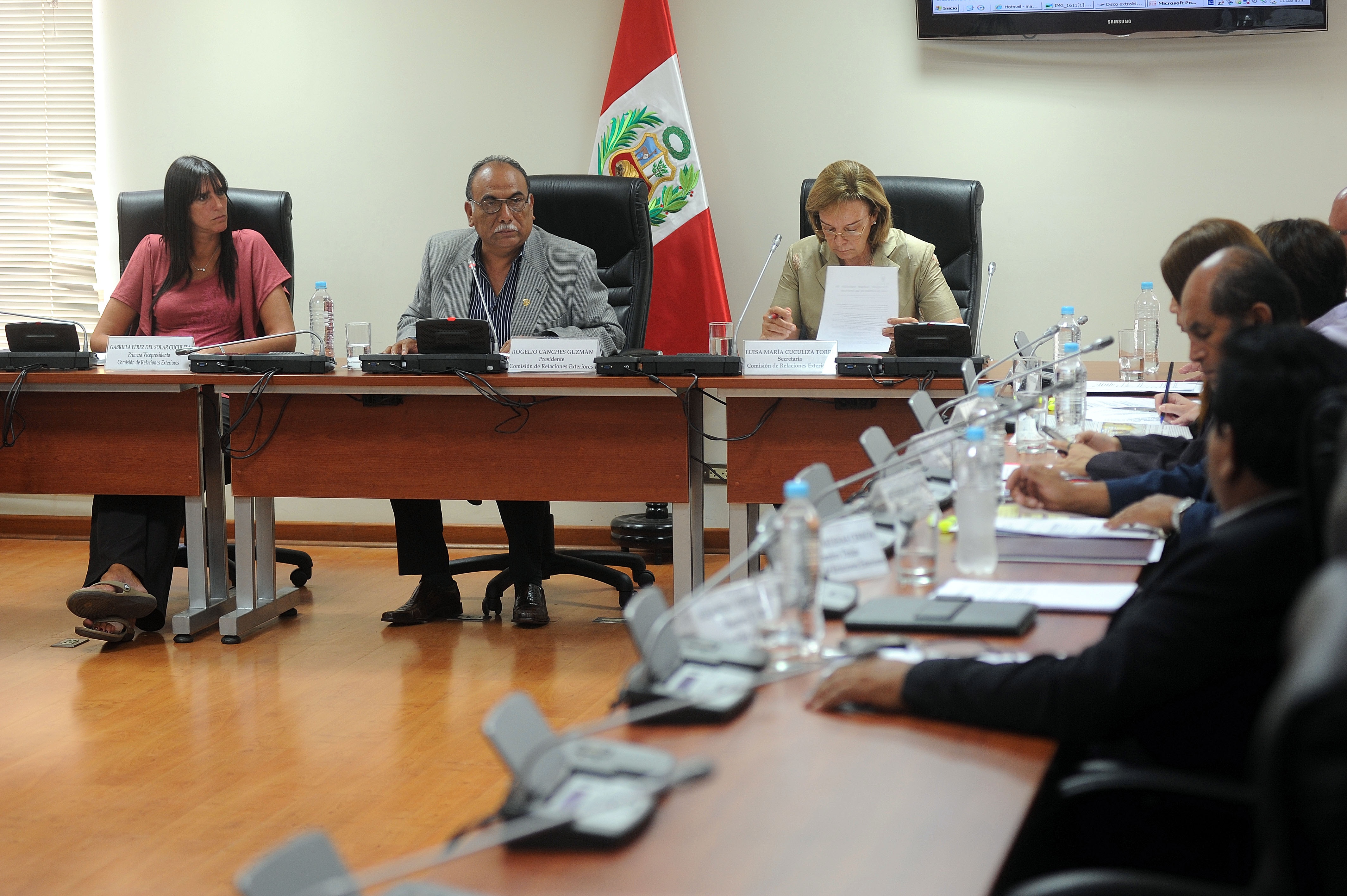

У збірній
Олімпійські ігри
- Друге місце (1): 1988[en]

Чемпіонат світу
- Третє місце (1): 1986[en]

Панамериканські ігри
- Друге місце (1): 1987
- Третє місце (1): 1991

Чемпіонат Південної Америки
- Перше місце (3): 1987, 1989, 1993
- Друге місце (1): 1991

У клубах
Ліга чемпіонів ЄКВ
- Перше місце (3): 1992, 1993, 2000
- Друге місце (1): 1990
- Третє місце (1): 1991

Кубок володарів кубків
- Перше місце (3): 1995, 1996, 1997

Суперкубок Європи
- Перше місце (1): 1996

Чемпіонат Італії
- Перше місце (3): 1990, 1991, 1993
- Друге місце (5): 1994, 1995, 1996, 1997, 2001
- Третє місце (2): 1989, 1992

Кубок Італії
- Перше місце (2): 1991, 1993
- Друге місце (4): 1994, 1996, 1997, 2001
- Третє місце (2): 1995, 2002

Суперкубок Італії
- Перше місце (1): 1999

Індивідуальні
- Кубок світу 1985: «Краща блокувальниця»
- Чемпіонат світу 1986[en]: «Краща блокувальниця»
- Олімпійські ігри 1988: «Краща на прийомі»
- Кубок світу 1991: «Краща блокувальниця»
- Чемпіонат Південної Америки 1993: «Краща блокувальниця»